# Miroslav Blažević
Miroslav „Ćiro“ Blažević [ˈmirɔslaːʋ ˈɕiːrɔ ˈblaːʒɛʋitɕ] (* 10. Februar 1935 in Travnik, Königreich Jugoslawien; † 8. Februar 2023) war ein kroatischer Fußballtrainer aus Bosnien und Herzegowina. Er besaß auch die Staatsbürgerschaft der Schweiz.

## Karriere als Trainer
Der gebürtige bosnische Kroate Blažević wuchs in Travnik auf und begann zunächst eine Karriere als Skilangläufer. 1953 wurde er Jugoslawischer Meister im Skilanglauf. Das war das erste Mal, dass kein Slowene diesen Titel holte. Mit 18 Jahren entschied er sich für den Fußball und spielte zunächst für den NK Travnik danach wechselte er zum FK Sarajevo. Seine weiteren Stationen waren NK Rijeka sowie Dinamo Zagreb. International spielte er für die Schweizer Fußballvereine Vevey-Sports und den FC Sion.
Seine Trainerkarriere begann Blažević 1968 ebenfalls in der Schweiz. Bis 1979 trainierte er mehrere Schweizer Mannschaften, darunter auch für ein Jahr die Nationalmannschaft. Größter Erfolg während dieser Zeit war der Gewinn des nationalen Schweizer Pokalwettbewerbs mit dem FC Sion 1974.

1979 kehrte Blažević nach Jugoslawien zurück. 1980 übernahm er das Traineramt bei Dinamo Zagreb, führte das Team 1982 erstmals nach 24 Jahren wieder zur jugoslawischen Meisterschaft und 1983 zum jugoslawischen Pokalsieg. 
Im selben Jahr verließ Blažević das Land wieder in Richtung Schweiz. Er selber behauptet heute, aufgrund seiner kroatisch-nationalistischen Ausrichtung habe ihm die Inhaftierung gedroht und er habe fliehen müssen.
Von 1983 bis 1985 trainierte Blažević die Grasshoppers Zürich, mit denen er 1984 Schweizer Meister wurde. Einen ähnlichen Kultstatus wie in Kroatien erlangte er nach seiner Rückkehr auch in der autonomen Provinz Kosovo. Unter seiner Führung stieg der Hauptstadtklub KF Prishtina in die erste jugoslawische Liga auf. Nach weiteren vier Jahren im Ausland, beim FC Nantes und bei PAOK Saloniki, kehrte Blažević 1992 zu Dinamo Zagreb, das mittlerweile Građanski und später Croatia Zagreb hieß, zurück. Mit Croatia gewann er 1993 die kroatische Meisterschaft und 1994 den kroatischen Pokal.
1994 wurde Blažević Trainer der Kroatischen Fußballnationalmannschaft. Mit ihm qualifizierte sich Kroatien für die EM 1996 und erreichte dabei das Viertelfinale. Sein größter Coup stand ihm aber noch bevor. Er führte die kroatische Mannschaft zu ihrer ersten WM-Teilnahme 1998 und wurde dabei Dritter. Blažević setzte seine Arbeit noch bis November 2000 fort, verpasste in der Zwischenzeit aber mit seiner Mannschaft die Qualifikation für die EM 2000. Nach einem mäßigen Start in die Qualifikation zur WM 2002 trat er zurück.
Kurz danach schon bekam Blažević eine neue Chance auf die Teilnahme an der WM 2002. Er nahm den Posten als iranischer Nationaltrainer an. Mit dem Iran scheiterte er in den Play-offs. Nach diesen Misserfolgen arbeitete Blažević wieder als Vereinstrainer. Zunächst rettete er NK Osijek vor dem Abstieg, bevor er zurück zu Dinamo Zagreb ging. Er wurde 2003 Meister mit Dinamo, hatte sich allerdings mit dem Vize-Präsidenten Zdravko Mamić überworfen und verließ Zagreb wieder. Für einige Monate arbeitete Blažević anschließend beim slowenischen Klub NK Mura, bevor ihn Kroatiens NK Varteks Varaždin verpflichtete.
Im Jahr 2005 wurde Blažević Trainer von Hajduk Split. Eine Aufgabe, der er laut eigener Aussage lange schon nachgehen wollte. Da allerdings in Kroatien die Rivalität zwischen Hajduk und Dinamo extrem ist, stand seine Arbeit von Anfang an unter keinem guten Stern. Viele Hajduk-Fans lehnten den langjährigen Dinamo-Trainer ab. Als es dann für Hajduk unter Blažević auch noch eine 0:5-Heimpleite in der Champions-League-Qualifikation gegen den VSC Debrecen setzte, wurde „Ćiro“ zum Rücktritt gezwungen.
Am 27. September 2005, nur neun Tage nach seinem Aus bei Hajduk Split, nahm ihn Neuchâtel Xamax unter Vertrag. In der Saison 2006/07 kehrte er nach Kroatien zurück und trainierte wieder einen Zagreber Verein, diesmal jedoch den Konkurrenten NK Zagreb.
Im Juli 2008 übernahm er das Traineramt der bosnisch-herzegowinischen Fußballnationalmannschaft. Nach einem guten Abschneiden der Nationalmannschaft in der Qualifikation zur Fußballweltmeisterschaft 2010, die in den Play-offs endete, kam es zu Unstimmigkeiten mit dem Verband und unter anderem zu einem Streit mit dem Spielmacher der Bosnier, Zvjezdan Misimović. Nach der Ankündigung Misimovićs, die Nationalelf zu verlassen, ließ Blažević verlauten, dass es besser sei, dass Misimović bleibt und er geht.
Im Frühjahr 2009 übernahm Miroslav Blažević dann das Amt des Vereinstrainers des chinesischen Erstligisten Shanghai Shenhua und startete erfolgreich, schon nach dem 7. Spieltag stand er mit Shanghai auf dem 1. Platz der Tabelle. Nach jeweils einjährigen Engagements beim iranischen Erstligisten Mes Kerman sowie beim NK Zagreb war er 2014 Cheftrainer beim FK Sloboda Tuzla. In der Saison 2014/2015 war Blažević Cheftrainer beim kroatischen Erstliga-Verein NK Zadar. Er verließ den Klub im Januar 2015.
Am 8. Februar 2023 starb Ciro Blazevic nach langer Krankheit. 